# スティーヴン・ガーディナー
スティーヴン・ガーディナー（Steven Gardiner、1995年9月12日 - ）は、バハマの陸上競技選手。専門は短距離走。セントラル・アバコ出身。男子200m、400mのバハマ国内記録保持者。
2016年のリオデジャネイロオリンピックの男子400mに初出場した。
2019年にドーハで開催された2019年世界陸上競技選手権大会の男子400mでは金メダルを獲得した。
2021年の東京オリンピックでも男子400mに出場し、金メダルを獲得した。

## 主な戦績
| 年   | 大会                   | 開催地           | 種目         | 順位       | 記録      | 備考     |
| ---- | ---------------------- | ---------------- | ------------ | ---------- | --------- | -------- |
| 2015 | 世界陸上競技選手権大会 | 北京             | 400m         | 準決勝敗退 | 44秒98    |          |
| 2015 | 世界陸上競技選手権大会 | 北京             | 4×400mリレー | 予選敗退   | 失格      |          |
| 2016 | オリンピック           | リオデジャネイロ | 400m         | 準決勝敗退 | 44秒72    |          |
| 2016 | オリンピック           | リオデジャネイロ | 4×400mリレー | 3位        | 2分58秒49 |          |
| 2017 | 世界陸上競技選手権大会 | ロンドン         | 400m         | 準優勝     | 44秒41    |          |
| 2019 | 世界陸上競技選手権大会 | ドーハ           | 400m         | 優勝       | 43秒48    | 国内記録 |
| 2021 | オリンピック           | 東京             | 400m         | 優勝       | 43秒85    |          |

## 記録
| 種目 | 記録   | 年月日        | 場所                 | 備考     |
| ---- | ------ | ------------- | -------------------- | -------- |
| 100m | 10秒35 | 2020年8月22日 | マリエッタ           |          |
| 200m | 19秒75 | 2018年4月7日  | コーラル・ゲイブルス | 国内記録 |
| 400m | 43秒48 | 2019年10月4日 | ドーハ               | 国内記録 |